# Slovenská extraliga ledního hokeje 2002/2003
Sezóna 2002/2003 byla 10. ročníkem Slovnaft extraligy. Vítězem se stal tým HC Slovan Bratislava.

## Konečná tabulka základní části
| Poř | Tým                     | B   | V  | VP | R  | PP | P  | Skóre   | +/-  |
| --- | ----------------------- | --- | -- | -- | -- | -- | -- | ------- | ---- |
| 1   | HC Slovan Bratislava    | 107 | 32 | 1  | 9  | 3  | 9  | 195-111 | +84  |
| 2   | HKm Zvolen              | 107 | 33 | 2  | 4  | 0  | 15 | 197-130 | +67  |
| 3   | HC Košice               | 103 | 31 | 2  | 6  | 0  | 15 | 190-134 | +56  |
| 4   | HK Dukla Trenčín        | 97  | 28 | 1  | 11 | 1  | 13 | 171-110 | +61  |
| 5   | HK 36 Skalica           | 83  | 26 | 0  | 5  | 0  | 23 | 144-122 | +22  |
| 6   | MHC Martin              | 70  | 21 | 0  | 7  | 1  | 25 | 141-136 | +5   |
| 7   | HK ŠKP Poprad           | 69  | 19 | 3  | 6  | 2  | 24 | 139-176 | -37  |
| 8   | MsHK ŠKP Žilina         | 63  | 19 | 0  | 6  | 2  | 27 | 147-159 | -12  |
| 9   | HK 32 Liptovský Mikuláš | 47  | 12 | 1  | 9  | 2  | 30 | 128-219 | -91  |
| 10  | HK Spišská Nová Ves     | 19  | 4  | 1  | 5  | 0  | 44 | 86-241  | -155 |

## Hráčské statistiky základní části

### Kanadské bodování
Toto je konečné pořadí hráčů podle dosažených bodů. Za jeden vstřelený gól nebo přihrávku na gól hráč získal jeden bod.
| Poř. | Hráč             | Tým                  | Z  | G  | A  | B  | TM | +/- |
| ---- | ---------------- | -------------------- | -- | -- | -- | -- | -- | --- |
| 1.   | Petr Kořínek     | HKm Zvolen           | 54 | 23 | 34 | 57 | 60 | --  |
| 2.   | Miroslav Škovíra | HC Košice            | 54 | 21 | 34 | 55 | 68 | --  |
| 3.   | Arne Kroták      | HC Košice            | 52 | 28 | 25 | 53 | 62 | --  |
| 4.   | Ľubomír Kolník   | HKm Zvolen           | 54 | 24 | 26 | 50 | 20 | --  |
| 5.   | Richard Hartmann | HK 36 Skalica        | 54 | 22 | 26 | 48 | 44 | --  |
| 6.   | Peter Junas      | HC Slovan Bratislava | 54 | 22 | 26 | 48 | 28 | 42  |
| 7.   | Igor Rataj       | HC Slovan Bratislava | 52 | 20 | 28 | 48 | 84 | 42  |
| 8.   | Pavol Segla      | ŠKP Poprad           | 54 | 22 | 24 | 46 | 30 | --  |
| 9.   | Martin Hujsa     | HK 36 Skalica        | 54 | 25 | 20 | 45 | 24 | --  |
| 10.  | Jan Zlocha       | HK Dukla Trenčín     | 43 | 19 | 26 | 45 | 12 | --  |

## Vyřazovací boje
|  | Čtvrtfinále          | Čtvrtfinále          |                      |   | Semifinále | Semifinále |  |  | Finále | Finále |
|  |                      |                      |                      |   |            |            |  |  |        |        |
|  |                      |                      |                      |   |            |            |  |  |        |        |
|  | HK Dukla Trenčín     | 4                    |                      |   |            |            |  |  |        |        |
|  | HK Dukla Trenčín     | 4                    |                      |   |            |            |  |  |        |        |
|  | HK 36 Skalica        | 3                    |                      |   |            |            |  |  |        |        |
|  | HK 36 Skalica        | 3                    | HK Dukla Trenčín     | 1 |            |            |  |  |        |        |
|  |                      |                      | HK Dukla Trenčín     | 1 |            |            |  |  |        |        |
|  |                      | HC Slovan Bratislava | 4                    |   |            |            |  |  |        |        |
|  | HC Slovan Bratislava | HC Slovan Bratislava | 4                    | 4 |            |            |  |  |        |        |
|  | HC Slovan Bratislava |                      |                      | 4 |            |            |  |  |        |        |
|  | MsHK ŠKP Žilina      | 0                    |                      |   |            |            |  |  |        |        |
|  | MsHK ŠKP Žilina      | 0                    | HC Slovan Bratislava | 4 |            |            |  |  |        |        |
|  |                      |                      | HC Slovan Bratislava | 4 |            |            |  |  |        |        |
|  |                      | HC Košice            | 0                    |   |            |            |  |  |        |        |
|  | HC Košice            | HC Košice            | 0                    | 4 |            |            |  |  |        |        |
|  | HC Košice            |                      |                      | 4 |            |            |  |  |        |        |
|  | MHC Martin           | 0                    |                      |   |            |            |  |  |        |        |
|  | MHC Martin           | 0                    | HC Košice            | 4 |            |            |  |  |        |        |
|  |                      |                      | HC Košice            | 4 |            |            |  |  |        |        |
|  |                      | HKm Zvolen           | 1                    |   |            |            |  |  |        |        |
|  | HKm Zvolen           | HKm Zvolen           | 1                    | 4 |            |            |  |  |        |        |
|  | HKm Zvolen           |                      |                      | 4 |            |            |  |  |        |        |
|  | HC ŠKP Poprad        | 0                    |                      |   |            |            |  |  |        |        |
|  | HC ŠKP Poprad        | 0                    |                      |   |            |            |  |  |        |        |

## Finále
| Utkání   | Finalista            |      | Finalista            | Výsledek                 |
| -------- | -------------------- | ---- | -------------------- | ------------------------ |
| 1.utkání | HC Slovan Bratislava | ---- | HC Košice            | 2:1 PP (1-0,0-0,0-1,1-0) |
| 2.utkání | HC Slovan Bratislava | ---- | HC Košice            | 3:0 (1-0,2-0,0-0)        |
| 3.utkání | HC Košice            | ---- | HC Slovan Bratislava | 3:4 PP (1-1,2-1,0-1,0-1) |
| 4.utkání | HC Košice            | ---- | HC Slovan Bratislava | 1:4 (0-0,0-2,1-2)        |

## All-Star-Team
| Pozice  | Jméno            | Tým                  |
| ------- | ---------------- | -------------------- |
| Brankář | Pavol Rybár      | HC Slovan Bratislava |
| Obránce | Vladimír Vlk     | HC Slovan Bratislava |
| Obránce | Juraj Kledrowetz | HC Košice            |
| Útočník | Zdeno Cíger      | HC Slovan Bratislava |
| Útočník | Richard Kapuš    | HC Slovan Bratislava |
| Útočník | Arne Kroták      | HC Košice            |